# Simin yueling
Bei dem Sìmín yuèlìng (chinesisch 四民月令) handelt es sich um einen chinesischen Bauernkalender aus der Östlichen Han-Zeit. Verfasser ist Cui Shi (崔寔). Es ist ein für die Geschichte der chinesischen Landwirtschaft und die chinesische Kulturgeschichte bedeutsames Werk. Die wichtigste kritische und kommentierte Ausgabe stammt von dem berühmten Landwirtschaftshistoriker Shi Shenghan (石声汉). Sie ist unter dem Titel Simin yueling jiaozhu (四民月令校注) 1965 im Verlag Zhonghua shuju in Peking erschienen.